# Gresse (Mecklembourg)
Pour les articles homonymes, voir Gresse (homonymie).
Gresse est une municipalité allemande du land de Mecklembourg-Poméranie-Occidentale et l'arrondissement de Ludwigslust-Parchim. En 2013, elle comptait 662 hab.

## Monuments

### Manoir de Gresse
Le domaine de Gresse a changé de nombreuses fois de propriétaire au XIXe siècle. Le dernier propriétaire, Georg von Drenckhahn, fit démolir et reconstruire le manoir de 1849 à 1860. La nouvelle bâtisse a été reconstruite dans un style romantique Tudor. Après la Seconde Guerre mondiale, le manoir fut utilisé comme maison de retraite pour personnes âgées jusqu'en 1997. Après cela, le bâtiment, qui appartenait à une communauté d'héritiers, tomba en ruine. Les peintures du plafond et le jardin d'hiver ont particulièrement souffert et ont été en grande partie détruits. Un incendie en 2008 a endommagé la charpente. La restauration a commencé en 2019

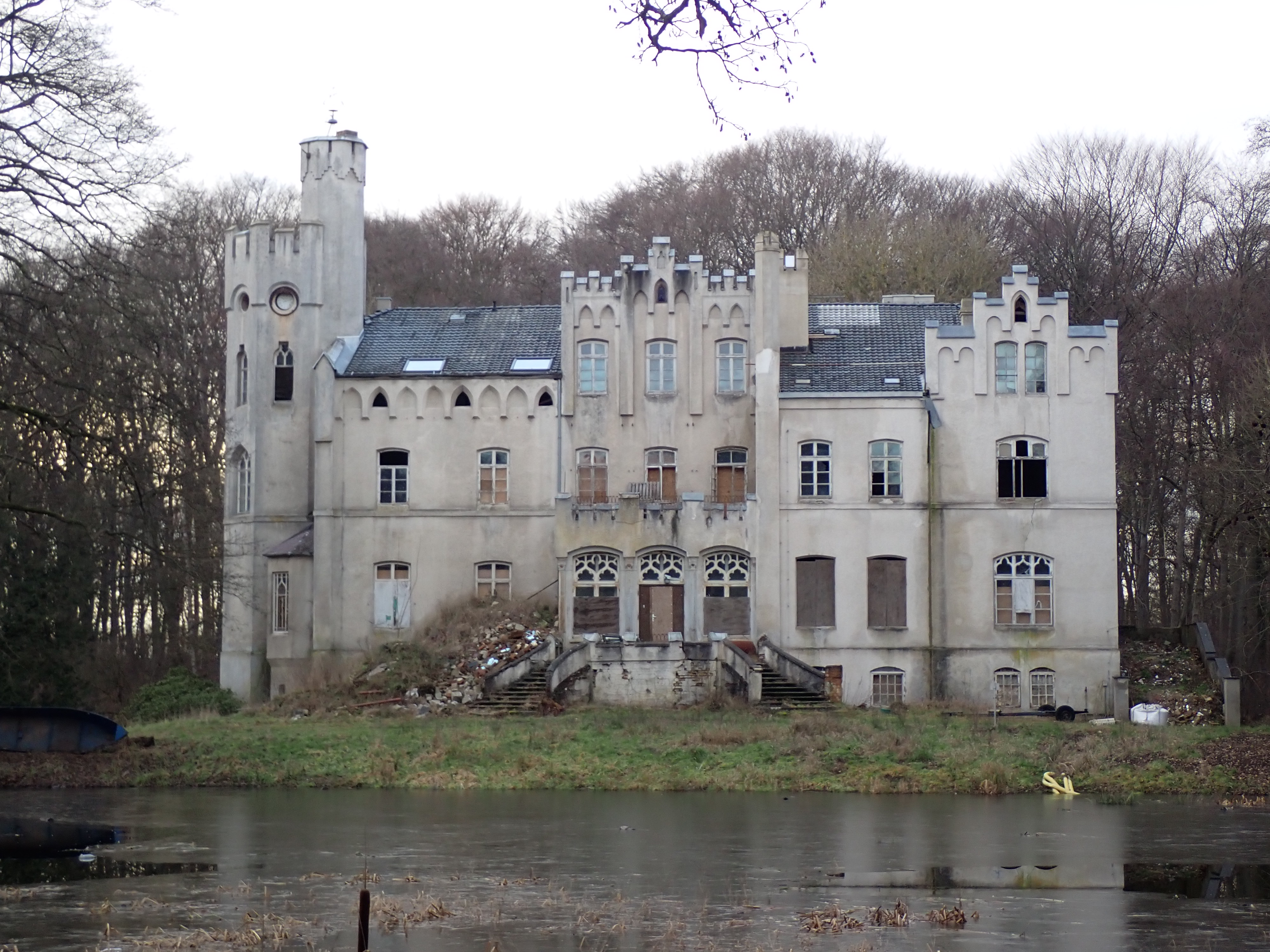
Manoir de Gresse
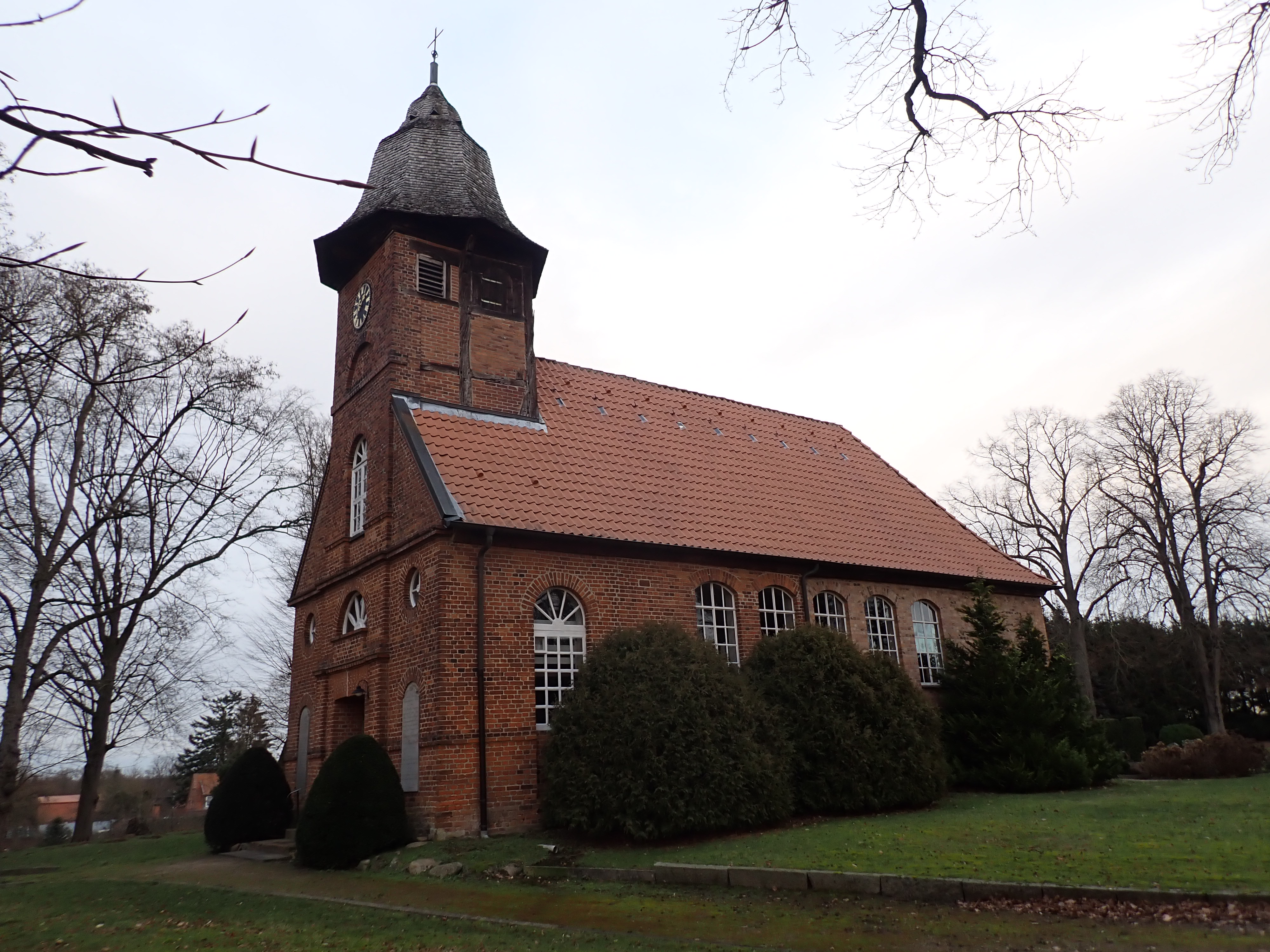
Église de Gresse
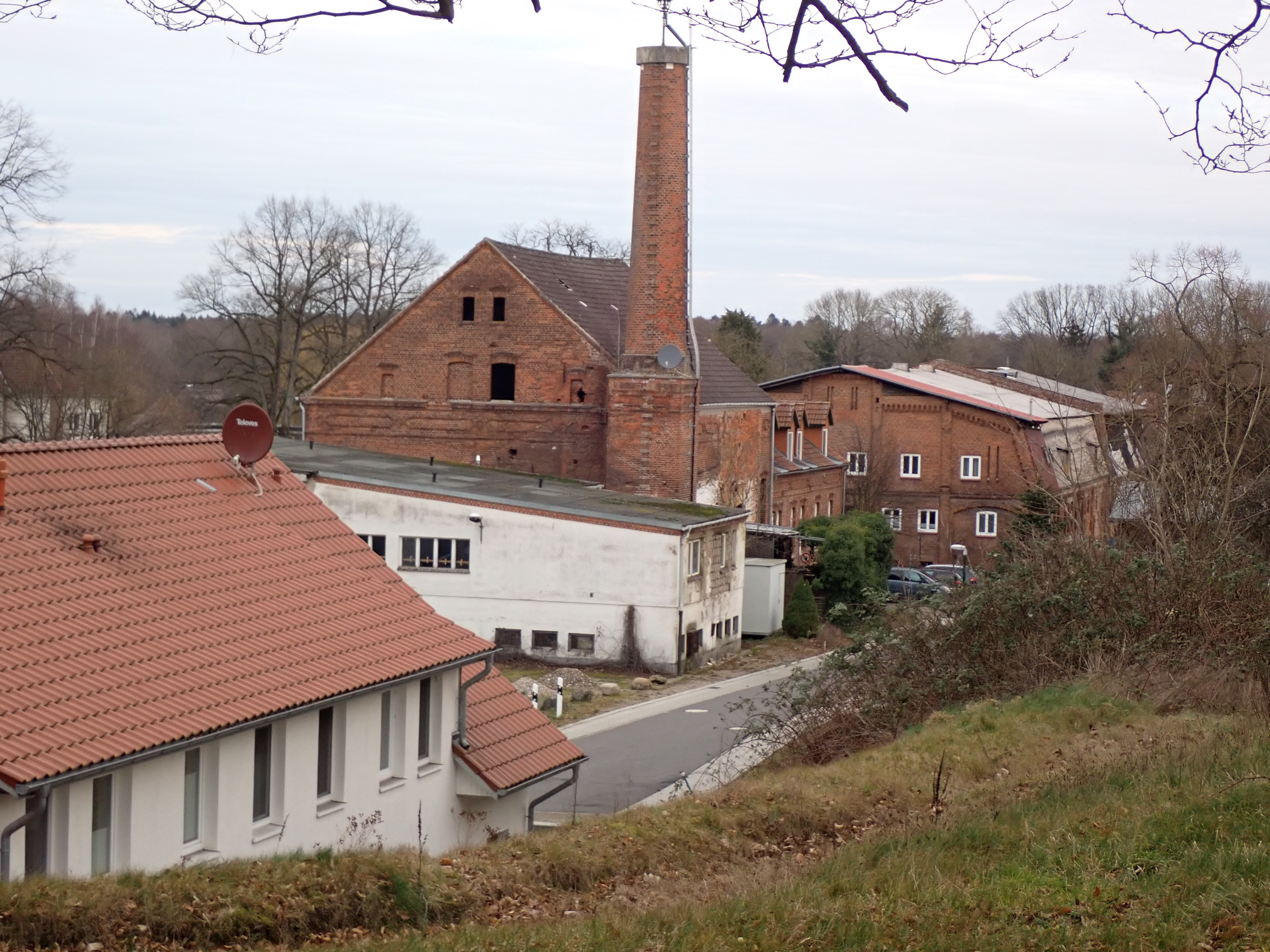
Ancienne usine Am Gutshof